# Harry Lee (tennista)
Harold George Newcombe Lee (Teddington, 15 giugno 1907 – Frome, 14 aprile 1998) è stato un tennista britannico.

## Carriera
Partecipò al torneo di Wimbledon per tredici edizioni consecutive fino all'interruzione per lo scoppio della seconda guerra mondiale, raggiunse in quattro diverse occasioni gli ottavi di finale nel singolare, i quarti nel doppio maschile e la semifinale nel doppio misto 1934 insieme a Freda James.
Negli altri tornei dello Slam giocò i quarti in Australia nel 1934 dove venne sconfitto da Jack Crawford e le semifinali sulla terra rossa parigina dove si arrese a Henri Cochet.
Fece parte della squadra britannica di Coppa Davis dal 1930 al 1934 vincendo quattro incontri e perdendone sette, ha conquistato le edizioni 1933-1934.